# Store Syrte-episoden (1989)
 Ikke at forveksle med Store Syrte-episoden (1981).
Den 2. Store Syrte-episode udspillede sig den 4. januar 1989 i Store Syrte da to F-14 Tomcats fra United States Navy skød to libyske MiG-23 Floggere som angiveligt forsøgte at engagere dem, som det var sket under en lignende episode under en anden episode i 1981.

## Historie

### Baggrund
I 1973 proklamerede Libyen at store dele af Store Syrte som sit territorialfarvand og offentliggjorde efterfølgende en "dødslinje" hvor enhver der krydsede denne linje kunne risikere militære konsekvenser. Forholdet mellem Libyen og USA var spændt efter USA beskyldte Libyen for at bygge en fabrik til fremstillingen af kemiske kampstoffer nær byen Rabta. Dette fik USA til at sende hangarskibet USS John F. Kennedy (CV-67) til området. Et andet hangarskib USS Theodore Roosevelt (CVN-71) forberedte sig også på sejle ind i Store Syrte.

### Slaget
Om morgenen den 4. januar 1989 lå Kennedy-hangarskibsgruppen 70 sømil nord for Libyen med en gruppe A-6 Intrudere i luften eskorteret af to par F-14A på øvelse syd for Kreta og et E-2C AWACS-fly på en opklaringsmission. Senere den morgen patruljerede to F-14 syd for hangarskibsgruppen. Besætningerne var blevet grundigt instrueret inden patruljen grundet de store spændinger landene imellem og man kunne forvente en form for provokationer eller fjendtligheder fra Libyen.
Klokken 11:50, informerede flyvelederen om bord på AWACS-flyet patruljen om at to grupper af to libyske MiG-23'ere var lettet fra Al Bumbah flyvestationen nær Tobruk. De to sydligste Tomcats blev dirigeret mod den forreste MiG-23-gruppe der lå cirka 27 sømil foran den anden gruppe. Da de to Tomcats fik radarkontakt med libyerne var de 72 sømil væk og lå i 3.000 meters højde med kurs direkte mod de to Tomcats. Amerikanerne drejede af for at vise at de ikke var i færd med at engagere libyerne. De to Floggere ændrede umiddelbart efter deres kurs så de igen havde kurs direkte mod de amerikanske kampfly og de to grupper nærmede sig hinanden med 1.600 km/t. Amerikanerne dykkede ned til 900 meter for at få et rent radarbillede af de libyske kampfly mens de selv blev sværere at se i baggrundsstøjen fra havet. Amerikanerne forsøgte at dreje væk fra libyerne yderligere fire gange og hver gang ændrede libyerne kurs for at fortsætte mod dem. 
Klokken 11:59 armerede man i den forreste Tomcat sine AIM-9 Sidewinder og AIM-7 Sparrow missiler. Man havde fra flyvelederens side givet de to fly bemyndigelse til at bruge sine missiler hvis man følte sig truet og man ikke behøvede at vente på at libyerne skød først.
Klokken 12:01 meddelte den forreste Tomcat at libyerne endnu engang havde drejet imod ham efter han havde forsøgt at dreje af for femte gang og de nu var 20 sømil fra hianden og igen styrede lige mod hinanden. Kort efter meddelte han at flyets missiler nu var afsikrede. På en afstand af 14 sømil affyrede våbenofficeren det første AIM-7M Sparrow. Missilet virkede dog ikke efter hensigten på grund af en betjeningsfejl. På en afstand af 10 sømil affyrede han endnu et Sparrow-missil, det gik heller ikke på målet.
Floggerne accelererede og fortsatte med at nærme sig amerikanerne. Da libyerne nåede ind på 6 sømils afstand splittede de to amerikanske fly sig op og det ene forsøgte at manøvrere sig om bag de libyske fly mens det andet tiltrakte sig deres opmærksomhed. Den anden Tomcat affyrede sit første Sparrow-missil på en afstand af 6 sømil og traf den ene Flogger som styrtede. I mellemtiden var den første Tomcat kommet i position bag det andet libyske fly og affyrede et Sidewinder-missil på en afstand af 1,5 sømil hvorved det andet libyske fly blev skudt ned og de to Tomcats vente tilbage til hangarskibsgruppen. Det lykkedes for de to libyske piloter at skyde sig ud af flyene med deres katapultsæder og lande i vandet, men det lykkedes ikke det libyske luftvåben at redde dem.

### Efter slaget
Det vides ikke hvorfor de to libyske fly opførte sig som de gjorde eller hvorfor libyerne ikke forsøgte at redde piloterne. Den efterfølgende dag beskyldte libyerne USA for at angribe to ubevæbnede rekognosceringsfly, men billedemateriale fra de amerikanske fly påviste at de libyske fly havde været bevæbnet med AA-7 Apex missiler. Afhængig af versionen kan missilet enten være udstyret med en semi-aktiv radarsøger eller et infrarødt søgehoved.

## Flyenes skæbne
National Air and Space Museum anmodede om at U.S. Navy afleverede 159610 til Udvar-Hazy nær Dulles International Airport. 159610 var en F-14A-model og efter hjemkomst blev flyet ombygget til F-14D-specifikationerne og fungerede primært som et angrebsfly. Den 30. september 2006 blev flyets udstilling åbnet.
I august 2015 var 159437 stadig ved Aircraft Maintenance and Restoration Group (AMARG) i nærheden af Davis-Monthan Air Force Base. Dette fly er et af syv F-14 ved området der afventer mulig afhænding til et museum.